# Лант-Фонтэнн
«Лант-Фонтэ́нн» (англ. The Lunt-Fontanne Theatre) — бродвейский театр, расположенный в западной части 46-й улицы в Театральном квартале Манхэттена, Нью-Йорк, США. Принадлежит компании «Nederlander Organization».

## История
Здание театра «Глобус» построено по проекту известного архитектурного бюро «Carrère and Hastings». Открылся 10 января 1910 года мюзиклом «Старый город». Первые годы большую часть репертуара составляли драматические пьесы, к концу 1920-х стали преобладать мюзиклы. Однако в 1930-е театр переоборудуют в Дом кино.
В 1957 году «Глобус» покупает компания «City Playhouses Inc.», которая проводит здесь реконструкцию. Изменения обернулись удалением второго уровня балконов. Обновлённый театр получил нынешнее имя «Лант-Фонтэнн» по фамилиям актёров Альфреда Ланта и Линн Фонтэнн. Открылся 5 мая 1958 года пьесой «Визит старой дамы».
В 1960 году театр приобретают продюсеры Сай Фоэр и Эрнест Мартин, которые в 1965 году продают его девелоперу Стенли Сталю. В настоящее время «Лант-Фонтэнн» принадлежит компаниям «The Stahl estate» и «Nederlander Organization».

## Основные постановки
- 1910: «Старый город»
- 1910: «Чин-Чин»
- 1918: «Безумства Зигфелда»
- 1920: «Скандалы Джорджа Уайта»
- 1958: «Златовласка»
- 1959: «Звуки музыки»
- 1962: «Маленький я»
- 1964: «Бен Франклин в Париже»
- 1965: «Небоскрёб»
- 1968: «Её первый роман»
- 1970: «Ротшильды»
- 1972: «Амбассадор»
- 1978: «Хелло, Долли!» (возрождённая)
- 1979: «Битломания»
- 1980: «Питер Пэн»
- 1984: «Виз»
- 1995: «Хелло, Долли!» (возрождённая)
- 1997: «Титаник»
- 1999: «Красавица и чудовище» (переехала из «Дворцового театра»)
- 2007: «Русалочка»
- 2010: «Семейка Аддамс»
- 2012: «Привидение»; «Рождественская история»
- 2015: «Волшебная страна» (текущая)